# Michael Hummelberger
Michael Hummelberger, auch: Hummelberg, Humelberg, Homelbergius (* 1487 in Ravensburg; † 19. Mai 1527 ebenda) war ein deutscher Humanist und Philologe.
Michael Hummelberger trug den Namen seines Vaters (Krämer und Ravensburger Ratsmitglied) und Großvaters. Seine Mutter hieß Anna und war eine geborene Kupferschmid aus Bludenz. Er war der Bruder des Humanisten und Botanikers Gabriel Hummelberger, sowie des Jacob Hummelberger, der in Ravensburg Kaufmann war.
Nach dem Besuch der Ravensburger Lateinschule und der Heidelberger Universität (Baccalaureus artium 1503) ging Michael Hummelberger nach Paris, wo er ein enger Freund von Beatus Rhenanus wurde. 1505 wurde er zum Magister artium promoviert, 1506 und 1511 bekleidete er an der Pariser Universität das Amt des Prokurators der deutschen Nation. 1514 bis 1517 studierte er kanonisches Recht in Rom. 1518 in Konstanz zum Priester geweiht, wurde er 1521 Kaplan der Andreaskaplanei an St. Michael in Ravensburg. Trotz Sympathie mit Martin Luther und Ulrich Zwingli blieb er katholisch und starb unverheiratet ohne Kinder.
Hummelberger wurde vor allem durch seine Briefwechsel und Kontakte zu berühmten Humanisten bekannt, darunter: Johannes Reuchlin, Konrad Peutinger, Beatus Rhenanus, Erasmus von Rotterdam, Willibald Pirckheimer, Caspar Ursinus Velius, Heinrich Bebel, Johannes Brassicanus, Thomas Anshelm, Joachim Vadian, Christoph Schappeler, Urbanus Rhegius, Johann Froben, Philipp Melanchthon. Als Hauptwerk des ausgezeichneten Gräzisten gilt eine griechische Schulgrammatik (postum von Beatus Rhenanus unter dem Titel Epitomae grammaticae Graecae herausgegeben). Hummelberger gab 1517 den Ausonius heraus.